# 신고촌
신고촌(일본어: 新郷村)은 일본 아오모리현 산노헤군의 촌이다.
그리스도의 무덤 전설 등 유대인과 관련된다고 여겨지는 전승, 유적도 많아 신비의 마을로 알려져 있다.

## 지리
아오모리현 남부, 도와다호의 동쪽에 위치한다. 아키타현과 경계를 접한다.

## 역사
난부씨의 군마 육성지로 예로부터 군마 방목지로 이용되어 왔다. 난부번 시대에는 헤라이 지구는 헤라이씨가, 니시코시 지구는 니시코시씨가 지배하고 있었다. 에도 시대 후기, 메이지 시대로 들어가면서 낙농업이 활발해져 아오모리현의 본격적인 낙농업 발상지가 되었다.
- 1889년 - 정촌제 시행으로 헤라이촌, 노자와촌이 성립하였다.
- 1955년 7월 29일 - 헤라이촌과 노자와촌 니시코시 지구가 합병해 신고촌이 탄생하였다.
- 1956년 4월 1일 - 고노헤정 일부를 편입하였다.

## 교통

### 도로
- 국도 454호선(일본어판)

## 인구
| 연도 | 인구  | ±%     |
| ---- | ----- | ------ |
| 1950 | 6,411 | —      |
| 1960 | 6,409 | −0.0%  |
| 1970 | 4,754 | −25.8% |
| 1980 | 4,332 | −8.9%  |
| 1990 | 3,724 | −14.0% |
| 2000 | 3,343 | −10.2% |
| 2010 | 2,851 | −14.7% |